# Nos vemos en el camino
Nos Vemos En El Camino – drugi album studyjny hiszpańskiego zespołu El Sueño de Morfeo, wydany 17 kwietnia 2007 w Hiszpanii.
Premiera pierwszego singla – „Para Toda La Vida” odbyła się 10 marca 2007 w „Del 40 al 1” w radiu Los40 Principales Spain. 24 marca zadebiutował na 34. miejscu listy Los40 Chart.

## Lista utworów
1. Nos Vemos En El Camino
2. Un Túnel Entre Tu y Yo
3. Demasiado Tarde
4. Para Toda La Vida
5. Nada Es Suficiente
6. Chocar
7. No Me Dejes
8. Entérate Ya
9. En Un Rincón
10. Ciudades perdidas
11. Mi Columna De Opinión
12. Dentro De Ti
13. Capítulo II
14. Sonrisa Especial (utwór dodatkowy)

## Pozycje na listach
| Lista                           | Najwyższa pozycja | Certyfikat | Sprzedaż |
| ------------------------------- | ----------------- | ---------- | -------- |
| Promusicae Spanish Albums Chart | 2                 | Złoto      | bd.      |